# Turbah

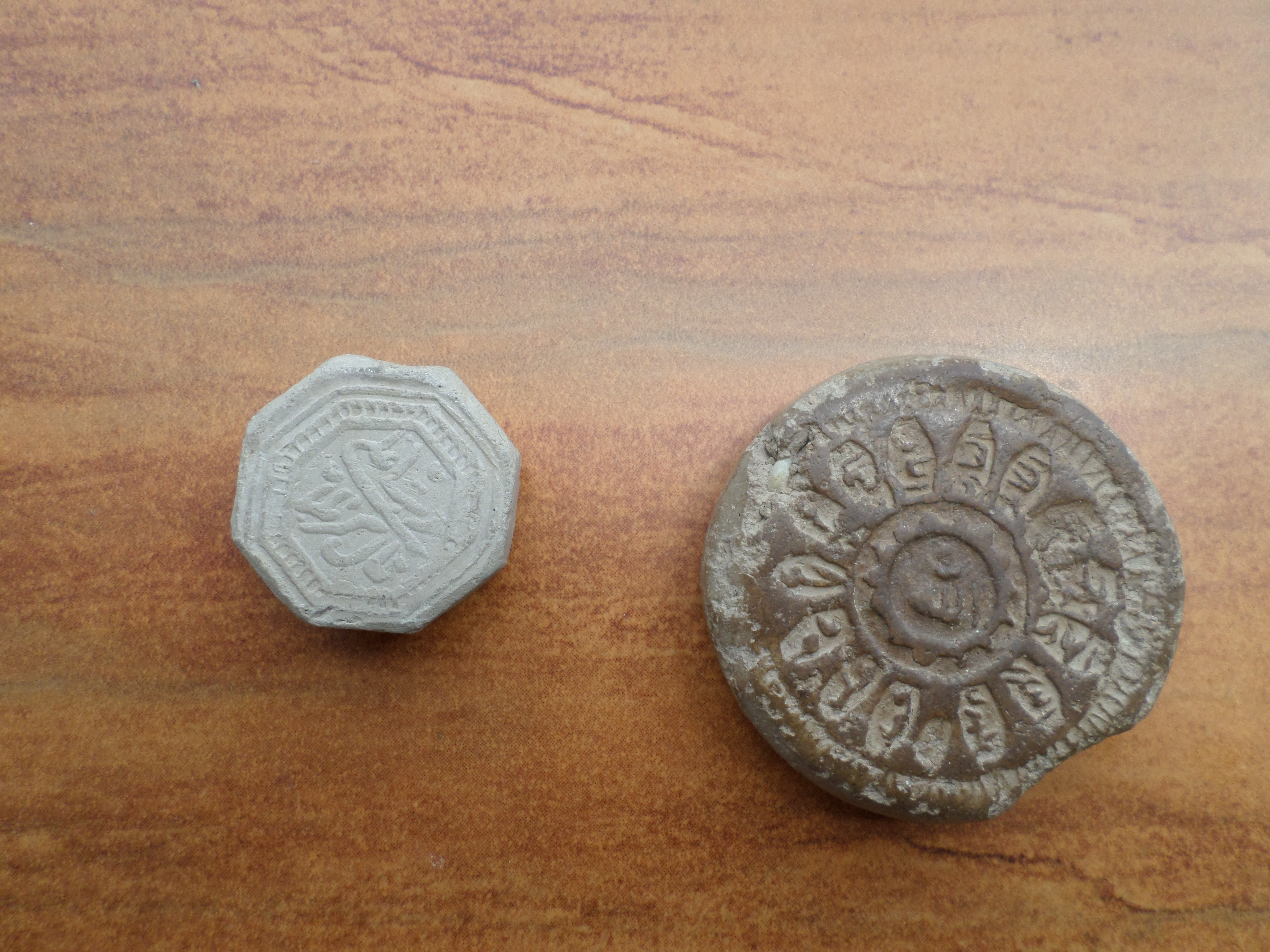
Cea din dreapta este din lut.

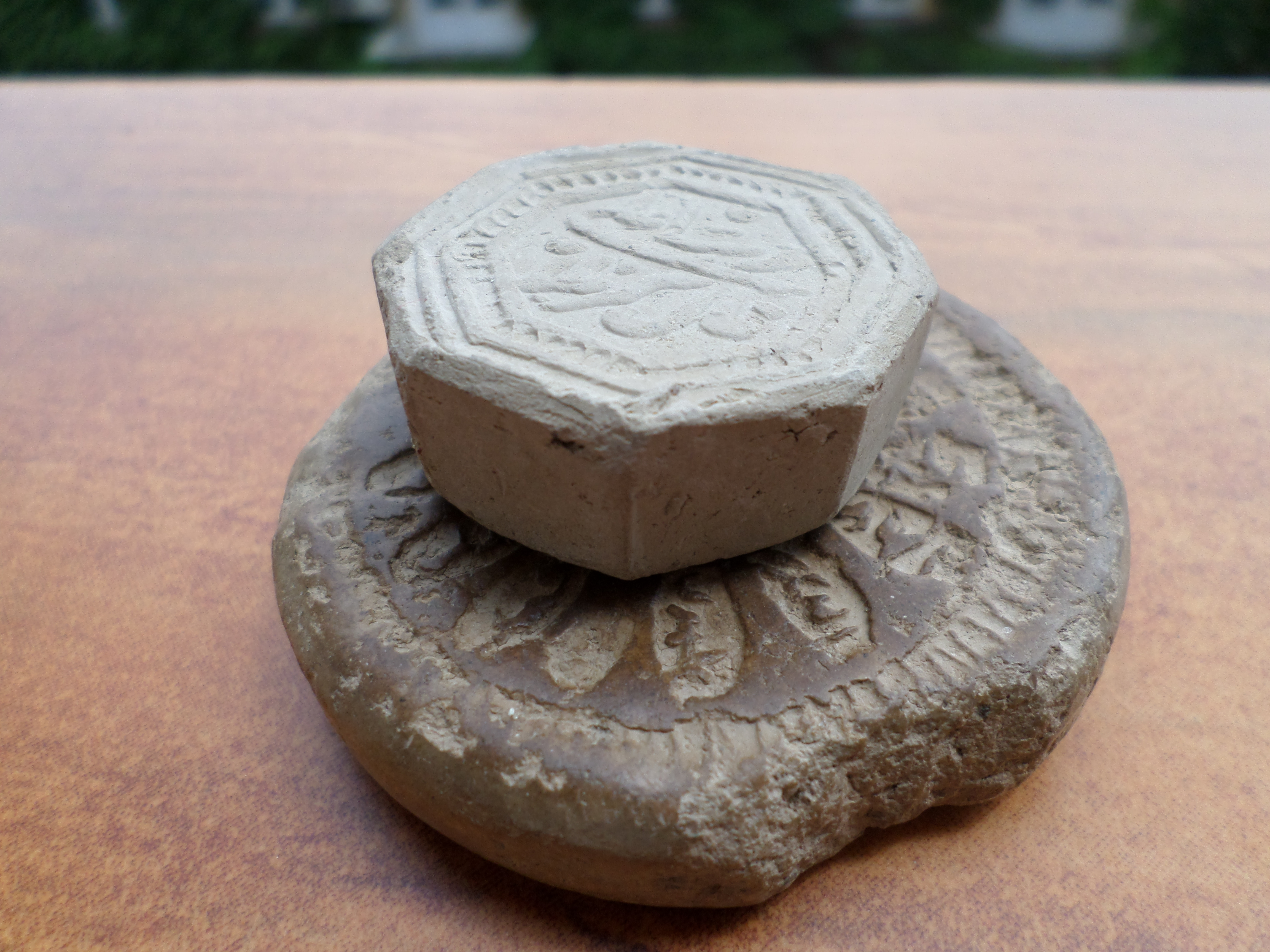
Două modele de Turbah.

O turbah (arabă تربة, persană مهر) este o bucată de sol sau lut, sub forma unei tablete de pământ, folosită în cele cinci rugăciuni zilnice ale musulmanilor și simbolizează întinderea pământului. Folosirea unei turbah este obligatorie în majoritatea școlilor de jurisprudență șiite și multe relatări (Hadith) menționează „prosternarea pe pământ sau ceva asemănător”. Solul preferat este cel din Karbala, locul martiriului Imamului Husayn ibn Ali, cu toate acestea sol din alte locuri poate și este folosit. Aceste turbah sunt folosite în locurile inadecvate pentru rugăciune datorită absenței solului, a plantelor sau a altor acomodări.

## Rolul ritualic
Deși nu este obligatorie prosternarea folosind această bucată de lut, mulți musulmani șiiți preferă să folosească una pentru a-și demonstra înclinația către curățenia individuală și a locului de rugăciune, de aici și producerea pe scară largă a acestor tablete de lut.

## Însemne
Pe unele turbah se pot întâlni însemne diferite, de la numele imamilor șiiților jafariți, până la simbolul grupării Ahlul-l-Bayt sau inscripții ale numelor divine.